# Synteza krzyżówki
Synteza krzyżówki – rodzaj krzyżówki (diagramowego zadania szaradziarskiego), w którym podane są wszystkie wyrazy wpisywane do diagramu, zaś zadaniem rozwiązującego jest odpowiednie umieszczenie ich w diagramie. Często spotyka się odmianę syntezy krzyżówki, gdzie podane wyrazy należy uzupełnić o kilka brakujących wyrazów (do odgadnięcia) powiązanych ze sobą tematycznie.